# Africký pohár národů 2000
Africký pohár národů 2000 bylo 22. mistrovství pořádané fotbalovou asociací CAF. Vítězem se stala Kamerunská fotbalová reprezentace.

## Kvalifikace
Hlavní článek: Kvalifikace na Africký pohár národů 2000